# TIMM10B
La subunidad de translocasas de membrana interna de importación mitocondrial Tim9 B es una enzima que en humanos está codificada por el gen FXC1.
FXC1, o TIMM10B, pertenece a una familia de proteínas conservadas evolutivamente que se organizan en complejos heterooligoméricos en el espacio intermembrana mitocondrial. Estas proteínas median en la importación e inserción de proteínas de membrana hidrófoba en la membrana interna mitocondrial. [Suministrado por OMIM]